# Stratégiquement vôtre
Pour plus de détails, voir Fiche technique et Distribution.
Stratégiquement vôtre (titre original : The Enemy) est un film d'espionnage américano-anglo-germano-luxembourgeois réalisé par Tom Kinninmont et sorti en 2001.

## Synopsis
Un agent de la CIA et un généticien veillent sur une nouvelle et mortelle arme biologique afin qu'elle ne puisse tomber entre des mains ennemies ou mal intentionnées, mais c'est son inventeur qui est enlevé...

## Fiche technique
- Titre : Stratégiquement vôtre (Lors de la diffusion télévisée : Menace mortelle)
- Titre original : The Enemy
- Titre allemand : Tödliche Formel
- Réalisation : Tom Kinninmont
- Scénario : John Penney d'après le roman de Desmond Bagley, The Enemy (1977 pour l'édition originale britannique)[1]
- Musique : Gast Waltzing
- Photographie : Michael Garfath, Mike Brinklor, Pierre Lambert, Joost Van Sterrenburg (seconde équipe)
- Son : Wolff-Dietrich Peters-Valerius
- Montage : Martin Brinkler
- Direction artistique : Christian Huband, Kate Lovejoy
- Décors : Simon Bowles, Charlotte Taylor
- Costumes : Cynthia Dumont, Sophie Doncaster
- Pays de production :  Allemagne,  États-Unis,  Luxembourg,  Royaume-Uni
- Tournage : 
  - Langue : anglais
  - Début prises de vues : 30 avril 2000
  - Intérieurs : Pinewood-Shepperton Studios (Royaume-Uni)
  - Extérieurs : Luxembourg
- Budget : 6 M$ (estimation)
- Producteurs : Tom Reeve, Konstantin Thoeren
- Sociétés de production : Enemy Films UK Ltd. (Royaume-Uni), The Carousel Picture Company (Royaume-Uni), Promark Entertainment (États-Unis), CLT-UFA International (Luxembourg), Ufa-International Film & TV Production (Allemagne), Videal (Allemagne)
- Sociétés de distribution : Artisan Entertainment, Avalanche Home Entertainment, Lions Gate Film, Promark Entertainment Group
- Format : couleur — 35 mm — stéréo Dolby
- Genre : film d'espionnage, film d'action
- Durée : 94 minutes
- Date de sortie :
  - États-Unis : 9 février 2001[2]

## Distribution
- Luke Perry : le docteur Michael Ashton
- Olivia d'Abo : le sergent Penny Johnson
- Roger Moore : le superintendant de police Robert Ogilvie
- Horst Buchholz : le docteur George Ashton
- Tom Conti : l'inspecteur John Cregar
- Hendrick Haese : Mannek
- Louisa Milwood-Haigh : Julie
- James Jordan : Henry

## Vidéographie
- (en) The Enemy de Tom  Kinninmont, Lions Gate, 2001, DVD Zone 1